# Уснея почти цветущая
Уснея почти цветущая (лат. Usnea subfloridana) — лишайник семейства Пармелиевые, вид рода Уснея.

## Описание
Кустистый эпифитный лишайник. Слоевище 3,5—7,0 см длины. Цвет слоевище серовато-бледно- или серовато-желтовато-зелёный. Сердцевина 100—300 мкм толщины, рыхлая, либо более или менее плотная. Коровый слой тонкий. Ветви с фибриллами. Апотеции обычно не образуются. Сорали многочисленные.

### Химический состав
Присутствуют вторичные метаболиты: 4-O-диметилбарбатиновая, барбатиновая, беомицетовая, скваматовая, тамноловая, усниновая кислоты.

## Среда обитания и распространение
На стволах и ветвях деревьев в  хвойных и лиственных лесах. Широко распространённый вид в лесной зоне и лесном поясе гор на всей территории  России.
Встречается в умеренной и тропической зонах Азии, в Европе, Северной Америке, включая Мексику, арктической зоне.

## Охранный статус
Вид занесён в Красную книгу Московской области как сокращающийся в численности.